# Густаво Сапата
Густаво Сапата (ісп. Gustavo Zapata, нар. 15 жовтня 1967) — аргентинський футболіст, що грав на позиції півзахисника. По завершенні ігрової кар'єри — тренер.
Виступав, зокрема, за клуб «Рівер Плейт», а також національну збірну Аргентини.
У складі збірної — Дворазовий володар Кубка Америки. 

## Клубна кар'єра
У дорослому футболі дебютував 1986 року виступами за команду клубу «Рівер Плейт» з другого дивізіону аргентинського чемпіонату, в якій провів сім сезонів, взявши участь у 163 матчах чемпіонату. Більшість часу, проведеного у складі «Рівер Плейта», був основним гравцем команди. Один сезон своєї кар'єи також провів у іншому клубі з другого дивізіону аргентинського чемпіонату, «Темперлей». Після повернення до команди в сезоні 1988/89 років Густаво дебютував у вищому дивізіоні аргентинського чемпіонату. У футболці «Рівер Плейта» тричі ставав переможцес аргентинського чемпіонату: 1990, Апертури 1991 та Апертри 1993 року.
У 1993 році перейшов до новоствореного клубу «Йокогама Ф. Марінос» з японської Джей-ліги. В Японії Сапата відіграв три роки й у Джей-лізі провів 95 поєдинків, у яких відзначився 3-ма голами. Після повернення до Аргентини став гравцем клубу «Сан-Лоренсо». Завершив професійну ігрову кар'єру у клубі «Чакаріта Хуніорс», за команду якого виступав протягом 2001 року. Загалом у 1989—2001 роках у аргентинському чемпіонаті зіграв 176 матчів та відзначився 2-ма голами.

## Виступи за збірну
13 березня 1991 року дебютував у складі національної збірної Аргентини у нічийному (0:0) товариському матчі проти Мексики. Протягом кар'єри у національній команді, яка тривала 8 років, провів у формі головної команди країни 35 матчів.
У складі збірної був учасником розіграшу Кубку Америки 1991 року у Чилі, здобувши того року титул континентального чемпіона (на турнірі зіграв у двох поєдинках групового етапу — проти Парагваю та Перу), розіграшу Кубку Америки 1993 року в Еквадорі, здобувши того року титул континентального чемпіона (Сапата зіграв у всіх матчах аргентинської збірної на турнірі), розіграшу Кубку Америки 1997 року у Болівії.
10 березня 1998 року у переможному (2:0) товариському матчі проти Болгарії Сапата востаннє вийшов на поле у футболці національної збірної Аргентини.

## Тренерська робота
2011 року почав тренерську кар'єру, очоливши тренерський штаб команди «Індепендьєнте Рівадавія», яку залишив наступного року. Того ж 2012 року став виконувачем обов'язків головного тренера «Рівер Плейт», проте невдовзі був замінений на чолі цієї команди Рамоном Діасом.
2015 року деякий час працював з дублюючим складом «Расинга» (Авельянеда), після чого недовго працював у Мексиці з командою «Монаркас». Згодом повернувся до «Расинга» як один з тренерів його головної команди.

## Клубна статистика
| Клубні виступи | Клубні виступи      | Клубні виступи   | Ліга  | Ліга | Кубок            | Кубок            | Кубок ліги      | Кубок ліги      | Загалом | Загалом |
| Сезон          | Клуб                | Ліга             | Матчі | Голи | Матчі            | Голи             | Матчі           | Голи            | Матчі   | Голи    |
| Аргентина      | Аргентина           | Аргентина        | Ліга  | Ліга | Кубок            | Кубок            | Кубок ліги      | Кубок ліги      | Загалом | Загалом |
| -------------- | ------------------- | ---------------- | ----- | ---- | ---------------- | ---------------- | --------------- | --------------- | ------- | ------- |
| 1989/90        | Рівер Плейт         | Прімера Дивізіон | 0     | 0    |                  |                  |                 |                 | 0       | 0       |
| 1990/91        | Рівер Плейт         | Прімера Дивізіон | 32    | 0    |                  |                  |                 |                 | 32      | 0       |
| 1991/92        | Рівер Плейт         | Прімера Дивізіон | 28    | 1    |                  |                  |                 |                 | 28      | 1       |
| 1992/93        | Рівер Плейт         | Прімера Дивізіон | 36    | 0    |                  |                  |                 |                 | 36      | 0       |
| 1993/94        | Рівер Плейт         | Прімера Дивізіон | 1     | 0    |                  |                  |                 |                 | 1       | 0       |
| Японія         | Японія              | Японія           | Ліга  | Ліга | Кубок Імператора | Кубок Імператора | Кубок Джей-ліги | Кубок Джей-ліги | Загалом | Загалом |
| 1993           | Йокогама Ф. Марінос | Джей-ліга        | 3     | 0    | 3                | 0                | 0               | 0               | 6       | 0       |
| 1994           | Йокогама Ф. Марінос | Джей-ліга        | 20    | 2    | 4                | 0                | 2               | 0               | 26      | 2       |
| 1995           | Йокогама Ф. Марінос | Джей-ліга        | 46    | 1    | 0                | 0                | -               | -               | 46      | 1       |
| 1996           | Йокогама Ф. Марінос | Джей-ліга        | 26    | 0    | 1                | 0                | 11              | 2               | 38      | 2       |
| Аргентина      | Аргентина           | Аргентина        | Ліга  | Ліга | Кубок            | Кубок            | Кубок ліги      | Кубок ліги      | Загалом | Загалом |
| 1996/97        | Сан-Лоренсо         | Прімера Дивізіон | 14    | 0    |                  |                  |                 |                 | 14      | 0       |
| 1997/98        | Сан-Лоренсо         | Прімера Дивізіон | 24    | 0    |                  |                  |                 |                 | 24      | 0       |
| 1998/99        | Сан-Лоренсо         | Прімера Дивізіон | 8     | 0    |                  |                  |                 |                 | 8       | 0       |
| 1999/00        | Сан-Лоренсо         | Прімера Дивізіон | 0     | 0    |                  |                  |                 |                 | 0       | 0       |
| 2000/01        | Чакаріта Хуніорс    | Прімера Дивізіон | 11    | 0    |                  |                  |                 |                 | 11      | 0       |
| Країна         | Аргентина           | Аргентина        | 154   | 1    |                  |                  |                 |                 | 154     | 1       |
| Країна         | Японія              | Японія           | 95    | 3    | 8                | 0                | 13              | 2               | 116     | 5       |
| Загалом        | Загалом             | Загалом          | 249   | 4    | 8                | 0                | 13              | 2               | 270     | 6       |

## Статистика виступів у збірній
| Матчі та голи у збірній | Матчі та голи у збірній | Матчі та голи у збірній | Матчі та голи у збірній | Матчі та голи у збірній | Матчі та голи у збірній | Матчі та голи у збірній |
| #                       | Дата                    | Місце                   | Суперник                | Гол                     | Рахунок                 | Турнір                  |
| ----------------------- | ----------------------- | ----------------------- | ----------------------- | ----------------------- | ----------------------- | ----------------------- |
| 1.                      | 13.03.1991              | Буенос-Айрес            | Мексика                 |                         | 0:0                     | товариський             |
| 2.                      | 19.05.1991              | Пало-Альто              | США                     |                         | 1:0                     | товариський             |
| 3.                      | 12.07.1991              | Консепсьйон             | Парагвай                |                         | 4:1                     | Кубок Америки           |
| 4.                      | 14.07.1991              | Сантьяго                | Перу                    |                         | 3:2                     | Кубок Америки           |
| N1.                     | 25.09.1991              | Буенос-Айрес            | Решта світу             |                         | 2:1                     | товариський             |
| 5.                      | 18.02.1993              | Буенос-Айрес            | Бразилія                |                         | 1:1                     | товариський             |
| 6.                      | 17.06.1993              | Гуаякіль                | Болівія                 |                         | 1:0                     | Кубок Америки           |
| 7.                      | 20.06.1993              | Гуаякіль                | Мексика                 |                         | 1:1                     | Кубок Америки           |
| 8.                      | 23.06.1993              | Гуаякіль                | Колумбія                |                         | 1:1                     | Кубок Америки           |
| 9.                      | 27.06.1993              | Гуаякіль                | Бразилія                |                         | 1:1                     | Кубок Америки           |
| 10.                     | 01.07.1993              | Гуаякіль                | Колумбія                |                         | 0:0                     | Кубок Америки           |
| 11.                     | 04.07.1993              | Гуаякіль                | Мексика                 |                         | 2:1                     | Кубок Америки           |
| 12.                     | 01.08.1993              | Ліма                    | Перу                    |                         | 1:0                     | кв. ЧС 1994             |
| 13.                     | 15.08.1993              | Барранкілья             | Колумбія                |                         | 1:2                     | кв. ЧС 1994             |
| 14.                     | 22.08.1993              | Буенос-Айрес            | Перу                    |                         | 2:0                     | кв. ЧС 1994             |
| 15.                     | 29.08.1993              | Буенос-Айрес            | Парагвай                |                         | 0:0                     | кв. ЧС 1994             |
| 16.                     | 05.09.1993              | Буенос-Айрес            | Колумбія                |                         | 0:5                     | кв. ЧС 1994             |
| 17.                     | 31.10.1993              | Сідней                  | Австралія               |                         | 1:1                     | кв. ЧС 1994             |
| 18.                     | 17.11.1993              | Буенос-Айрес            | Австралія               |                         | 1:0                     | кв. ЧС 1994             |
| 19.                     | 12.02.1997              | Барранкілья             | Колумбія                |                         | 1:0                     | кв. ЧС 1998             |
| 20.                     | 02.04.1997              | Ла-Пас                  | Болівія                 |                         | 1:2                     | кв. ЧС 1998             |
| 21.                     | 11.06.1997              | Кочабамба               | Еквадор                 |                         | 0:0                     | Кубок Америки           |
| 22.                     | 14.06.1997              | Кочабамба               | Чилі                    |                         | 2:0                     | Кубок Америки           |
| 23.                     | 17.07.1997              | Кочабамба               | Парагвай                |                         | 1:1                     | Кубок Америки           |
| 24.                     | 21.07.1997              | Сукре                   | Перу                    |                         | 1:2                     | Кубок Америки           |
| 25.                     | 16.11.1997              | Буенос-Айрес            | Колумбія                |                         | 1:1                     | кв. ЧС 1998             |
| 26.                     | 19.02.1998              | Мендоса                 | Румунія                 |                         | 2:1                     | товариський             |
| 27.                     | 10.03.1998              | Буенос-Айрес            | Болгарія                |                         | 2:0                     | товариський             |

| національна збірна Аргентини | національна збірна Аргентини | національна збірна Аргентини |
| Рік                          | Матчі                        | Голи                         |
| ---------------------------- | ---------------------------- | ---------------------------- |
| 1991                         | 4                            | 0                            |
| 1992                         | 0                            | 0                            |
| 1993                         | 14                           | 0                            |
| 1994                         | 0                            | 0                            |
| 1995                         | 0                            | 0                            |
| 1996                         | 0                            | 0                            |
| 1997                         | 7                            | 0                            |
| 1998                         | 2                            | 0                            |
| Загалом                      | 27                           | 0                            |

## Титули і досягнення

### Клубні
- Чемпіон Аргентини: 1989/90, 1991/92
- Чемпіон Японії: 1995

### Збірні
- Кубок Америки:
  -  Володар (2): 1991, 1993